# 乙种师团
乙种师团是日军的一种師團編制，不属于二战前日军的17个常备师团，采用三三制編制，约10,000人，人数较少、装备一般、训练水平低于甲种师团、战斗力较弱，如在万家岭战役中几乎被全歼的106师团。
乙种师团包括淞沪抗战后日军增设的第13师团、第18师团、101师团、104师团、106师团、108师团、109师团、第110师团、114师团、116师团。